# Șinca Nouă (gmina)
Șinca Nouă – gmina w Rumunii, w okręgu Braszów. Obejmuje miejscowości Paltin i Șinca Nouă. W 2011 roku liczyła 1690 mieszkańców. 